# 아테나

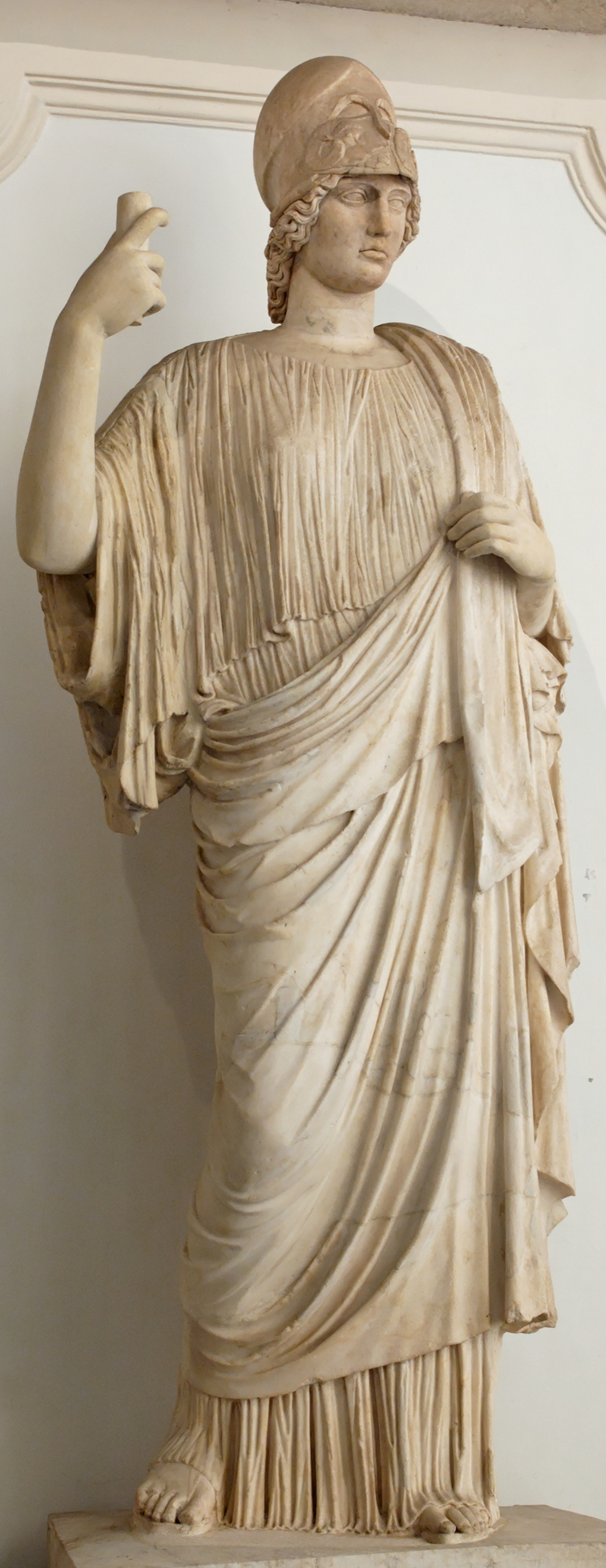
형 귀스티니아니의 아테나(Athena Giustiniani). 대리석. BC 5세기 후반의 그리스 원본의 로마시대 복제품

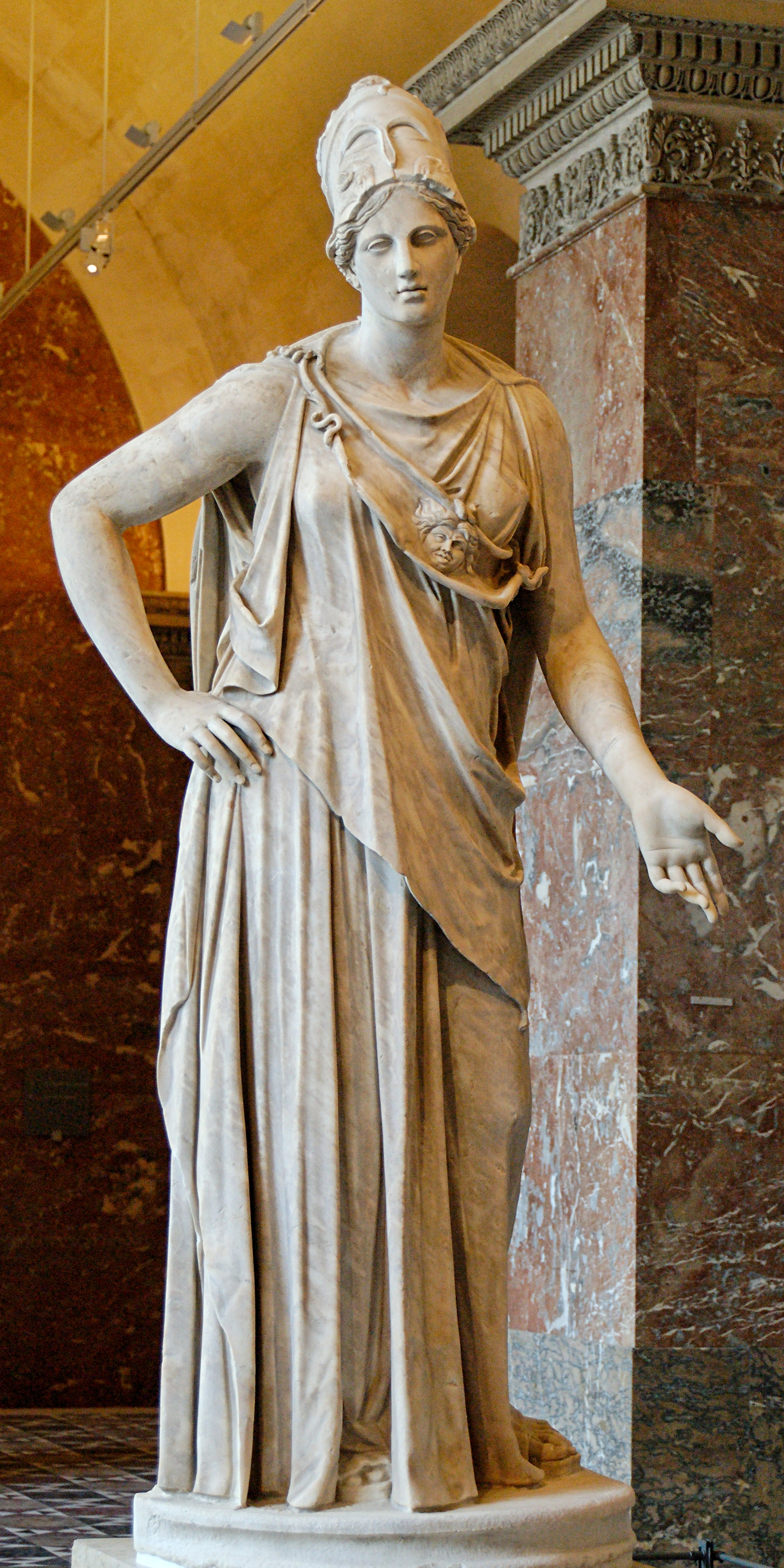
아테나

아테나(그리스어: Αθηνά)는 그리스 신화에 나오는 지혜·전쟁·직물·요리·도기·문명의 여신이다. 로마 신화의 미네르바와 동일시된다. 제우스와 메티스 사이에서 태어난 딸로, 올림포스의 12신의 두 번째 세대에 속한다. 투구, 갑옷, 창, 메두사의 머리가 달린 방패(아이기스), 올빼미,올리브나무, 뱀이 대표적 상징물이다.
언제나 투구와 갑옷을 입고, 손에는 창과 방패를 든 무장한 여전사의 모습을 하고 있다. 같은 전쟁의 남신인 아레스와는 달리 총명하고, 이성적이고, 순결하여 사람들에게 은혜를 많이 베풀며 영웅들을 수호한다. 그녀의 신전으로는 아테네의 파르테논 신전이 가장 잘 알려져 있다. 아테네의 수호 여신이며 ‘아테네’라는 명칭의 어원이다

## 개요
아테나 문화는 사람들이 아테나를 아테네의 수호자로 생각하고, 고대 그리스에서부터 있었던 신화가 여러 시대를 넘어 다시 기록되는 것으로 계속 이어져 왔다. 그리스의 철학자 플라톤은 아테나를 이집트인들의 고대 왕조 이전 시대부터 존재했던 리비아의 전쟁의 신이자 여성 사냥꾼 신인 네이트에서 왔다고 여기었다. 아테나는 또한 철학적인 지혜의 여신으로 알려지게 되어 5세기 후와 고대 그리스의 문화에 적용되었다. 그녀는 특히 방직, 그리고 여러 기술의 수호자(Athena Ergane)이기도 하고, 전쟁에서의 전략을 맡아 지휘(Athena Promachos)하기도 한다. 무기의 제작과 관련된 금속 가공도 그녀의 가호 아래에 있기도 하다. 아테나의 지혜는 오디세우스에서 묘사된 모습처럼 메티스에게서 받은 것으로 여겨지는 교활한 지성도 포함하고 있다.
아테나의 주위에서는 올빼미가 그녀의 시중을 들며, 승리의 여신인 니케가 그녀와 종종 동행하기도 하는데, 아테나의 조각상의 손바닥 위에 종종 작은 니케의 형상이 있기도 하다. 염소가죽, 혹은 뱀가죽으로 만든 흉갑 아이기스를 입고 있는데, 이것은 아주 오래전부터 다른 문화적 정황에 연관되어 있었는데 후기의 신화에서는 그녀의 아버지 제우스가 주었다고 전해온다. 아테나는 종종 투구를 쓰고 고르곤의 머리로 장식된 방패를 들고 있는 것으로 묘사되는데, 이 조각상은 그리스 초기의 여신 문화로, 파르테논의 앞부분 앞 정점에 있는 가장 높은 위치에 있게 된다. 그녀의 방패는 후에 페르세우스의 축원의 선물이 된다. 뱀은 종종 아테나와 함께 동행하기도 하는데, 그녀의 창 막대기로도 자주 묘사된다. 바다와 배, 말과 전차도 그녀와 연관되지만, 밀접하게 드러나는 것은 없다.
아테나는 무기를 든 전쟁의 여신이며, 그리스 신화에서 오디세우스, 이아손, 헤라클레스와 같이 많은 영웅들의 조력자로 등장한다. 아테네의 아크로폴리스에 있는 그녀의 유명한 신전도 파르테논이라는 이름을 갖고 있다. 참고로, 아테나는 제우스의 머리에서 태어난 후 , 스틱스강에 처녀신으로 있을것임을 맹세하였다. 한번은 헤파이스토스에게 겁탈당할 뻔한 적이 있었는데, 이때 치마에 묻은 정액을 닦아서 땅에 버렸다. 이로 인해 땅의 여신 가이아가 헤파이스토스의 정액으로 수태하고, 에리크토니오스가 태어난다.
그녀의 역할이 도시의 수호자였기에, 그녀는 그리스 전역에서 아테나 폴리아스(Athena Polias)로서 숭배 받았다. 그녀는 아테네와 특별한 관계에 있는데, 여신과 도시의 이름은 어원적으로 연관되어있는 것을 보면 알 수 있다.

## 신화

### 탄생
제우스는 자신이 아버지인 크로노스나 할아버지인 우라노스처럼 자신도 언젠가 같은 방식으로 자기 아들에게 지위를 빼앗기지는 않을까 우려하였다. 그러던 차에 장차 자신과 메티스 사이에서 태어날 아들이 올림포스의 주신 자리를 차지할 것이라는 가이아의 신탁을 듣자 몹시 불안해하였다. 그래서 그는 그 자신은 개구리로 변신하고 메티스는 파리로 변신시킨 다음, 크로노스가 자신과 자신의 남매를 그렇게 했던 것처럼 당시 임신한 상태였던 메티스를 꿀꺽 삼켜버린다.
몇달 후, 제우스에게 갑자기 격한 두통이 몰려왔다. 두통이 갈수록 심해지자 헤파이스토스가 두통의 원인을 알아보기 위해 제우스의 머리를 도끼로 쪼갰다. 그러자 그 속에서 갑옷으로 완전무장한 완전한 성인 여성의 모습을 한 아테나가 소리를 지르며 튀어나왔다. 이때 하늘과 땅, 바다가 아테나의 탄생을 축하하며 성대하게 박수를 치며 환호를 보냈다고 한다. 덕분에 아테나는 늘 아버지 제우스의 총애를 받았다. 메티스는 이후로도 계속 제우스의 뱃속에 남겨져 임신이 불가능했기 때문에 아들을 낳지 못하였고, 제우스는 계속 권좌를 유지할 수 있게 되었다.

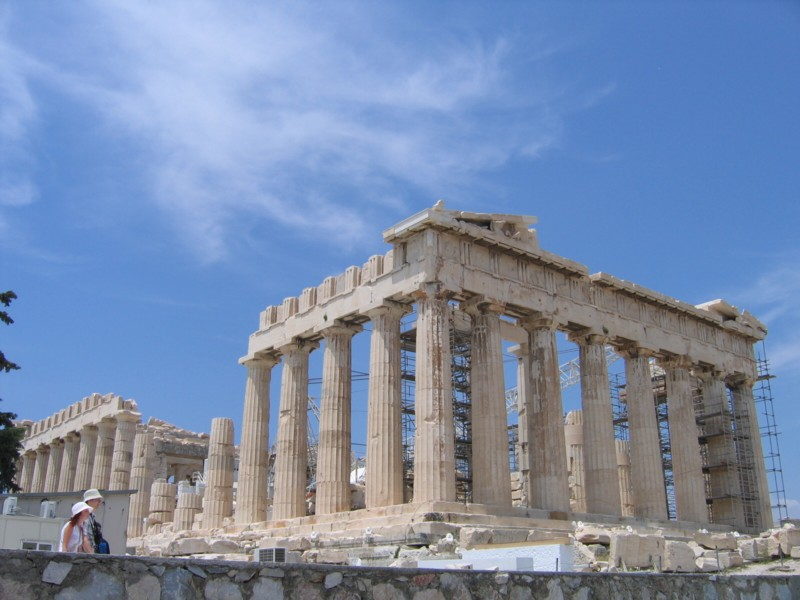
파르테논 신전

### 아테네의 수호신
아티카 지역의 도시 아테네를 두고 아테나는 포세이돈과 누가 인간에게 더 유용한 선물을 줄 것인가로 겨룬 적이 있다. 포세이돈은 그의 삼지창으로 땅을 때려 말과 샘을 만들어 주고 아테나는 올리브 나무를 만들어 주었는데, 말이 투쟁과 슬픔을 상징하는 반면, 올리브 나무는 평화와 풍요를 상징하기에 인간들의 결정으로 아테나가 승부에서 이기게 되었다. 이로써 아테나는 그 도시를 갖게 되고 도시의 이름은 아테네가 된다. 아테네의 파르테논 신전이 위치한 아크로폴리스는 아테나 여신이 거주하는 장소로 알려진다. 파르테논 신전에는 아테나 여신상과 함께 수호신을 놓고 겨루는 승부가 조각되어 있다.
한편 승부에서 진 포세이돈이 인간들에게 보복하고자 홍수를 불러오자 인간들은 아테나에 다음 가는 지배권을 그에게 맡겨 화를 풀도록 하였다 한다.

### 에릭토니우스
헤파이스토스는 아테나가 무기를 만들기 위하여, 자신의 대장간을 찾아오자 아테나에게 반해 강간하려고 했다. 아테나는 헤파이스토스를 뿌리치고 허벅지에 뭍은 정액을 닦아 땅에 버렸는데, 이로 인해 대지의 여신 가이아가 수태해 에릭토니우스를 낳고만다. 아테나는 에릭토니우스를 거둔다.
아테네 왕 케크롭스의 딸인 공주 아글라우로스와 자매들에게, 아기가 담긴 바구니를 맡기며 절대 열어보지 말라 하였다. 하지만 아글라우로스와 자매들은 호기심으로 인해서 바구니를 열어 보고, 두 마리 뱀에게 감긴 에릭토니우스를 보자 실성하여 아크로폴리스의 언덕에서 자살하였다. 아테나는 에릭토니우스를 바구니에서 꺼내 파르테논 신전으로 옮기어 길렀고, 후에 에릭토니우스는 아테네의 왕이 되었다.

### 아라크네
리디아의 염색의 명인 이드몬의 딸인 아라크네는 베짜기와 자수를 잘하였다. 그녀는 자신의 솜씨가 아테나 여신보다 뛰어나다고 실력을 뽐내며, 아테나에게 도전한다. 아라크네의 자만심에 화가 난 아테나는 할머니로 변신하여 신을 모독하지 말고 용서를 구하라고 충고했는데, 아라크네가 그녀를 무시하고 쫓아내려 하자 자신의 본래 모습으로 돌아와 그녀와 시합을 벌인다.
아테나는 자신과 포세이돈이 아테네를 두고 겨룬 승부의 광경과, 신에게 대항한 인간들이 욕을 보는 장면과, 자신의 신목이자 평화의 상징인 올리브를 수놓아 아라크네에게 경쟁을 포기하라는 경고를 하였다. 그럼에도 불구하고 아라크네는 자신의 직물에, 제우스와 여러 신들의 문란한 성생활을 뛰어난 솜씨로 수놓는다. 아테나는 아라크네의 뛰어난 솜씨에는 감탄했지만, 신들을 웃음거리로 만드는 자수내용에 모욕과 분노를 느껴 북으로 직물을 찢는다. 아테나는 이 행동으로 인해 '신이 인간에게 패배했다.'고 공식적으로 인정하고 만다.
아테나는 아라크네에게 패배했다는 사실을 아라크네 스스로가 인식하지 못하도록, 북으로 아라크네의 이마를 때리며 자신의 죄와 치욕을 느끼게 하였고, 아라크네는 치욕을 참지 못하여 목을 맨다. 아라크네를 불쌍히 여긴 아테나는 그녀가 영원히 실을 잣도록 하게 만들고자 아코니트 즙을 뿌려 그녀를 거미로 만들고, 그녀의 목에 매어있던 밧줄은 거미줄이 된다.

### 페르세우스와 메두사 그리고 페가수스
고르곤 세 자매 중 한 명인 메두사는 다른 자매들과는 다르게 본래 아름다운 모습을 가지고 있었다. 포세이돈은 처녀신 아테나의 신전에서 메두사와 사랑을 나누었다. 이에 모욕을 느낀 아테나가 메두사에게 저주를 내린다. 저주로 인해 메두사는 뱀으로 된 머리카락과 하체를 가진 흉칙한 괴물이 되었고, 그녀의 눈 또는 머리를 본 사람은 모두 돌이 되었다.
세리포스 섬의 왕 폴리데크데스의 명령으로 메두사의 목을 가져와야 하는 페르세우스는 아테나가 준 방패를 통해 메두사의 모습을 비추어 보며 접근하여 그녀의 목을 베는 데 성공한다. 후에 메두사의 머리는 아테나에게 바쳐져 그녀의 방패에 부착되었다.
그러나 메두사는 두 아들을 낳게 되는데, 그게 크리사오르와 하늘을 날아다니는 말 페가소스였다. 원래 굉장한 미모를 갖고 태어난 메두사가 아테나에게 저주를 받아 흉칙한 괴물이 되고 나서 페르세우스에 의해 토벌당한 반면 페가소스는 태어날 때부터 축복받았으며 일생이 다하는 순간 포세이돈에 의해 별자리에 올라갔다.

### 헤라클레스

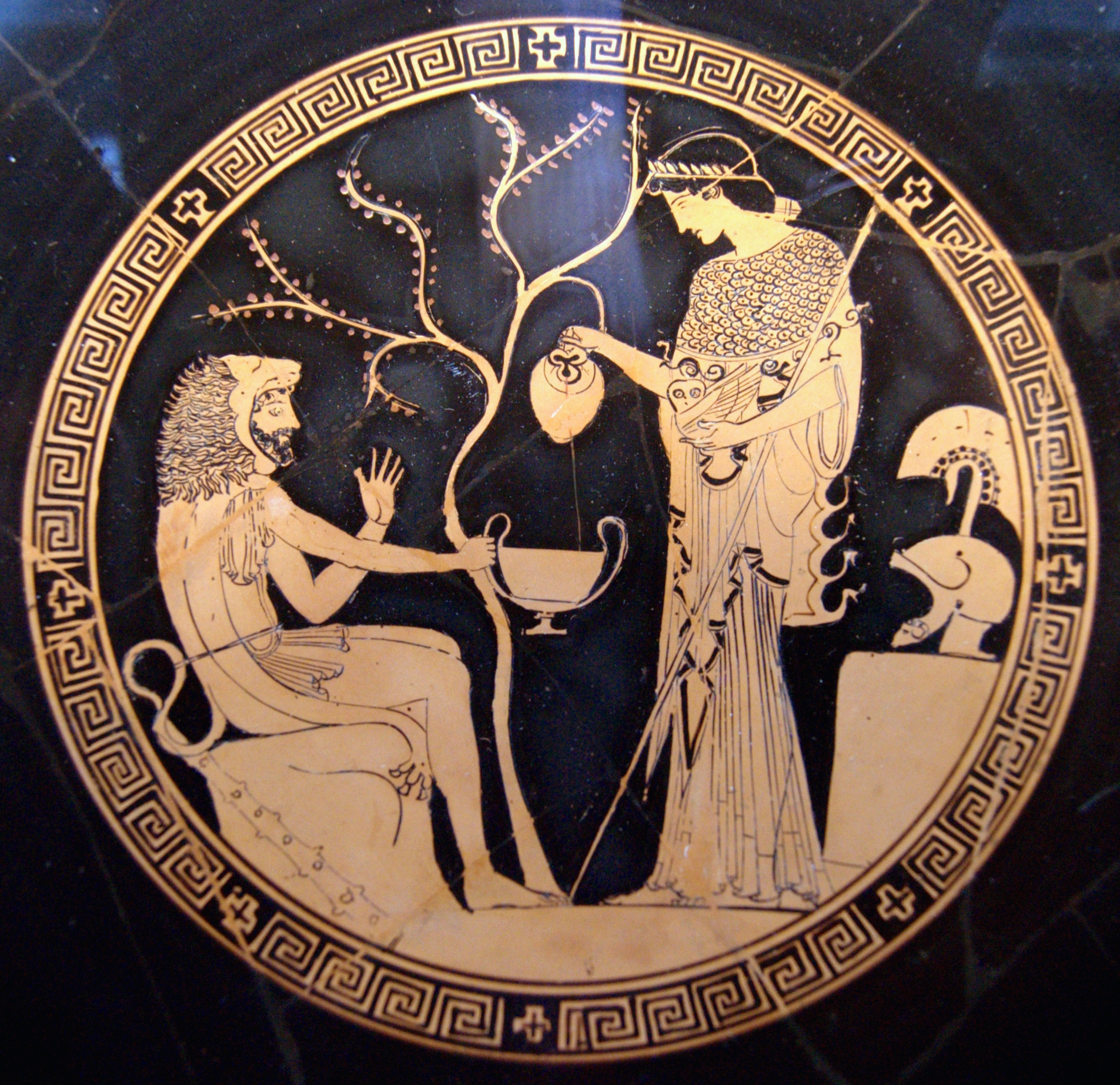
헤라클레스와 아테나

기간테스 알키오네우스는 기간테스가 태어난 플레그라이 안에서는 죽지 않았다. 플레그라이에서 헤라클레스가 고전하게 되자 아테나는 알키오네우스를 어깨에 메어 플레그라이 밖으로 끌어내라고 귀뜸을 주었다. 플레그라이를 벗어나게 된 알키오네우스는 헤라클레스의 히드라의 독이 묻은 화살에 맞아 죽게 되었다.
한편 아테나는 헤라클레스가 조국 테베를 구하기 위해 전쟁에 참여했을 때 그의 옆에서 함께 싸워주었으며 스팀팔로스 숲의 새를 쫓을 때는 청동으로 된 종을 빌려 주었고 케르베로스를 데려오는 임무에서 케르베로스가 있는 지하 세계의 길을 안내해주기도 하였다.

### 테이레시아스와 카리클로
카리클로는 아테나의 총애를 받던 님프로, 에베레스와의 사이에서 테이레시아스를 낳았다. 사냥을 하던 테이레시아스는 우연히 카리클로의 도움을 받으며 목욕을 하는 아테나의 모습을 보게 되고 분노한 아테나에 의해 눈이 멀게 되었다. 아들이 맹인이 된 것을 슬퍼하는 카리클로를 보자 아테나는 그것을 위로하고자 뱀이 테이레시아스의 귀를 핥도록 하여 새의 말을 듣고 예언을 할 수 있는 능력, 7세대를 살 수 있는 생명을 부여하였다고 한다.

### 오디세우스
오디세우스는 아테나의 총애를 받던 영웅 중의 한명이었다. 아테나는 그에게 지혜로운 호의를 베푸는데, 그가 트로이에서 집으로 돌아가는 여정 동안 스스로의 힘으로 문제를 해결할 수 있도록 절제된 도움을 준다. 하지만 오디세우스의 배가 난파되어 오기기아섬의 칼립소와 7년 동안 있게 되자 보다 못한 아테나는 제우스에게 간청하여 칼립소가 오디세우스를 풀어주도록 한다. 오디세우스의 아들 텔레마코스가 아버지의 행방을 알아낼 수 있도록 오디세우스의 친구로 변신하여 필로스의 네스토르에게 찾아가는 여행을 도와주기도 한다.
오디세우스가 고향 이타카로 돌아왔을 때는 변장을 하여 그를 시험해본다.

### 포세이돈
포세이돈이 자신의 신전에서 메두사와 정을 통하자 메두사를 저주해 못생긴 괴물로 만들었고 그 외에도 아테네의 지배권을 두고 다툰 적도 있었다. 트로이 전쟁이 끝나고 귀환하는 오디세우스를 포세이돈이 방해한 반면 아테나는 오디세우스를 도와주었다.

### 황금 사과
불화의 여신 에리스는 펠레우스와 테티스의 결혼식에서 자신만 하객으로 초대받지 못한 것에 앙심을 품고 그 결혼식장에 찾아가서 황금사과에 '가장 아름다운 여신에게 이 황금사과를 바칩니다.'라는 글을 써서 던졌다. 그러자 이때 헤라, 아프로디테, 아테나가 후보로 나서서 경합을 벌이게 되었고 심판은 트로이의 왕자 파리스로 결정되었다. 이에 헤라는 무소불위의 권력을, 아프로디테는 세상에서 가장 아름다운 여인을, 아테나는 끝없는 지혜를 각각 조건으로 제시하며 자신을 선택해달라고 했다. 그 결과 파리스는 황금사과를 아프로디테에게 줬다.

## 숭배
아테나는 헬레니즘 시대 이전부터 있던 여신으로, 뒤에 그리스의 여러 지역에서 숭배되었다. 이전의 미노아와 달리 그리스에서는 군사 경제가 발달하였기에 아테나는 초기에 알려진 직물·요리·도기에 이어 전쟁 또한 주관한다고 생각되었다. 미케네 시대 이후 아테나의 영역은 궁궐에서 도시로 확대되었는데, 아테네의 수호신이 된 것은 고대의 도시 국가가 군주제에서 민주제로 바뀜에 따라 설정된 것이었다. 도시를 위한 아테나의 활동은 식물과도 연관이 있었다. 아테나의 탄생 축제인 판아테나이나는 식물의 성장과 결부되었으며, 프로카리스테리아는 봄을 맞아 여신이 땅에서 솟아오르는 것을 축하하는 행사였다.
페이디아스는 파르테논 신전에 금과 상아로 된 아테나 파르테노스를 비롯하여 3개의 아테나 상을 조각하였으며, 아이스킬로스의 에우메니데스에서는 재판의 피고가 된 오레스테테이아에게 표결이 동수일 때는 무죄라는 선례를 남긴 것으로 묘사된다.